# Helleborus purpurascens
Helleborus purpurascens là một loài thực vật có hoa trong họ Mao lương. Loài này được Waldst. & Kit. mô tả khoa học đầu tiên năm 1803.

## Hình ảnh

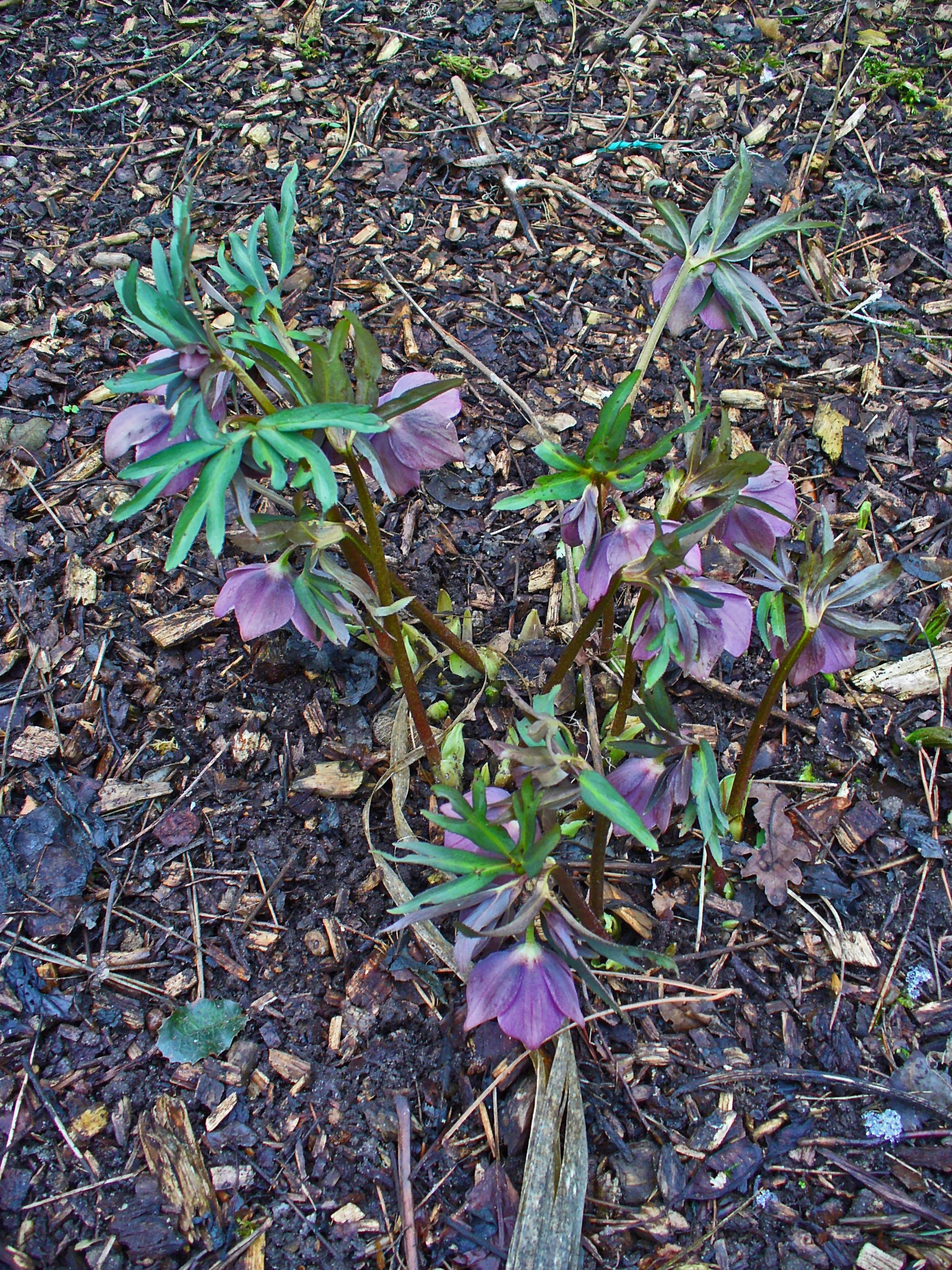
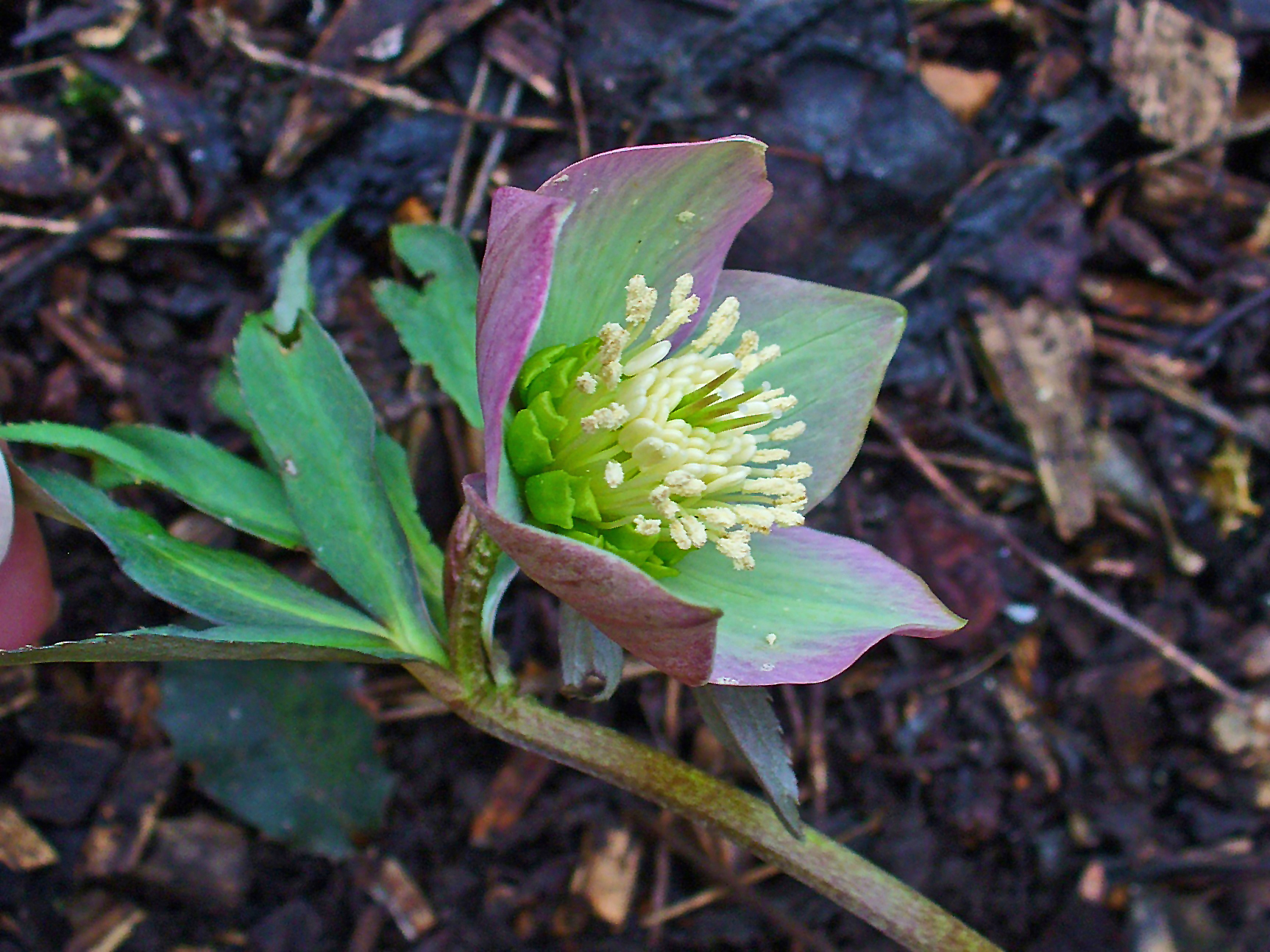
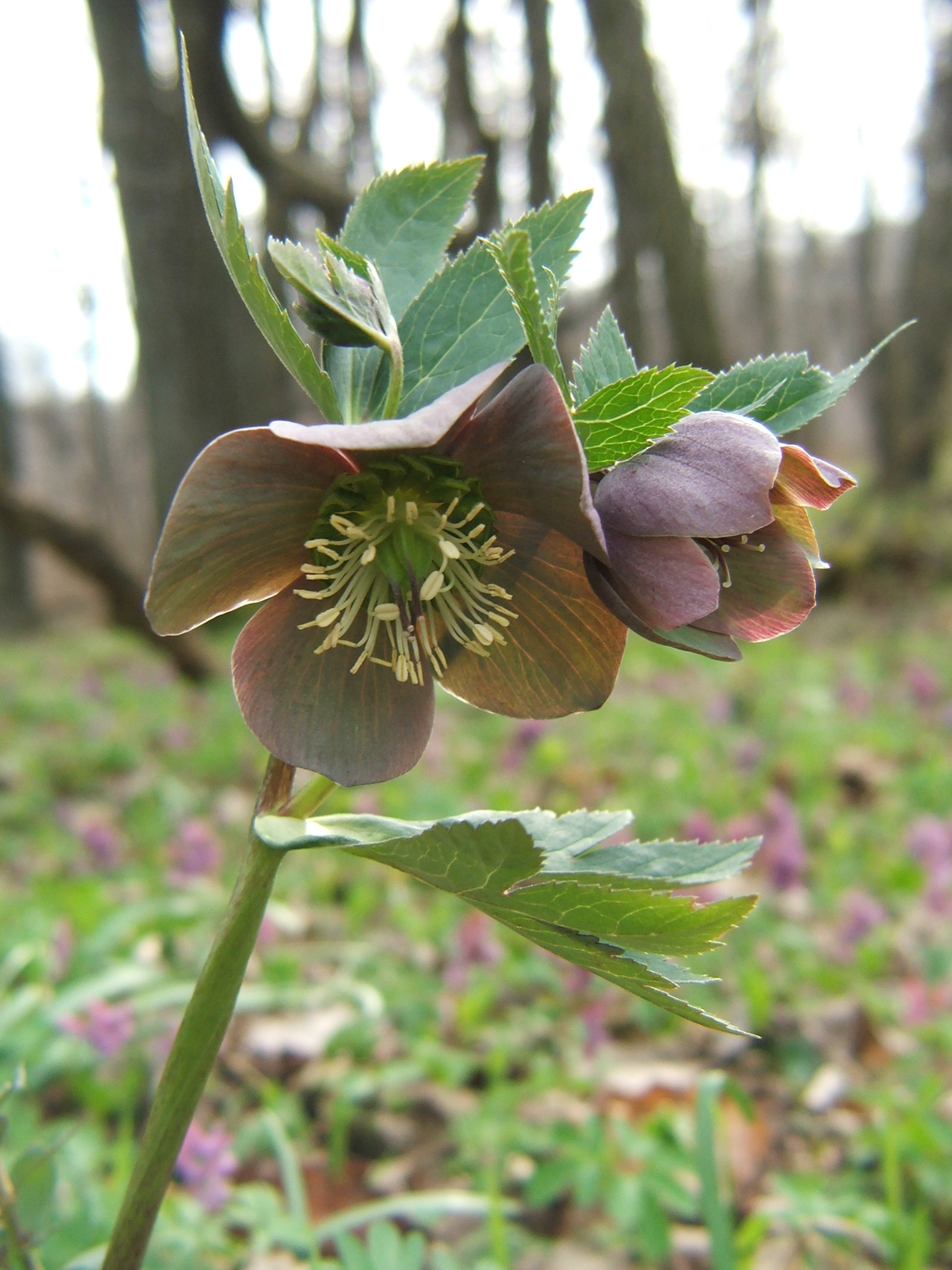
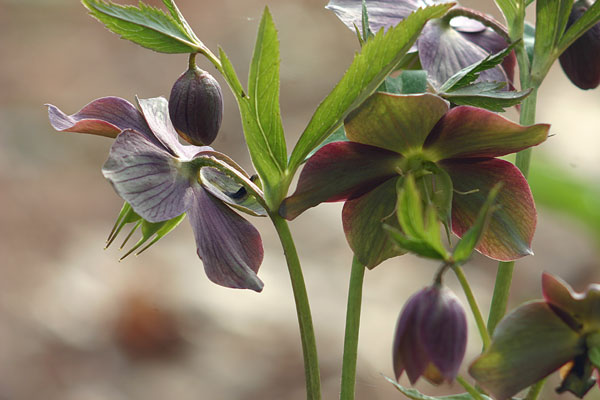